# Valea Albă (okręg Neamț)
Valea Albă – wieś w Rumunii, w okręgu Neamț, w gminie Războieni. W 2011 roku liczyła 440 mieszkańców.